# Brad Thomas
Bradley Richard „Brad“ Thomas (* 22. Oktober 1977 in Sydney, Australien) ist ein ehemaliger Baseballspieler in der Major League. Von 2005 bis 2006 spielte er in der japanischen NPB und von 2008 bis 2009 in der koreanischen  KBO.

## Karriere
Brad Thomas wurde 1995 von den Los Angeles Dodgers gedraftet. Aber schon 1997 wechselte er zu den Minnesota Twins, für die er 101 Spiele bestritt. 2004 wurde er zu den Boston Red Sox getradet, die in dieser Saison die World Series gewannen. Im Jahr darauf wechselte er nach Japan zu den Hokkaidō Nippon Ham Fighters, mit denen er 2006 die Nihon Series gewinnen konnte.
Nachdem er 2007 zurück in die MLB zu den Seattle Mariners wechselte, ohne allerdings ein Spiel zu bestreiten, ging er 2008 nach Korea zu den Hanwha Eagles. Dort kam er in 104 Einsätzen als Closer auf einen ERA von 2.86, 44 Saves und 119 Strikeouts. Im Dezember 2009 wechselte Thomas zurück in die MLB zu den Detroit Tigers. In der Saison 2010 kam er in 49 Spielen zum Einsatz (6–2, 3.89 ERA, 30 Strikeouts).

## Nationalmannschaft
Brad Thomas war Mitglied der australischen Baseballnationalmannschaft, mit der unter anderem an den Olympischen Spielen in Sydney und der World Baseball Classic 2009 teilnahm.